# Billy Wolfe
William Cuthbertson (Billy) Wolfe (22 februari 1924 - Hamilton, 18 maart 2010) was een Schots politicus. Hij was jarenlang voorzitter van de Scottish National Party (SNP).
Wolfe ging naar het George Watson's College in Edinburgh en werd later registeraccountant. Tijdens de Tweede Wereldoorlog diende hij in het Scottish Horse Regiment van de British Army. In 1959 werd hij lid van de SNP. Bij de verkiezingen van 1962 werd hij in de kieskring West Lothian verrassend tweede als SNP-kandidaat, na Tam Dalyell van de Labour Party.
Van 1966 tot 1969 was Wolfe ondervoorzitter van de SNP en in 1969 werd hij in opvolging van Arthur Donaldson, voorzitter van de partij. Hij bleef dat tot 1979. Tijdens zijn mandaat behaalde de SNP in 1974 met 11 zetels in het Lagerhuis, het beste resultaat ooit.

## Werken
- Scotland lives, 1973 (ISBN 0-903065-09-6)